# Wisp (muzyk)
Wisp, właśc. Reid Dunn – producent muzyczny pochodzący z  miasta Niagara Falls w stanie Nowy Jork w USA.
Produkcją muzyki zajął się w 1999 roku, gdy zaczął tworzyć utwory na swoim komputerze. Od 2003 roku zaczął wydawać swoje produkcje w formacie mp3 na różnych Netlabelach. W 2005 roku, kiedy dołączył do wytwórni Sublight Records, wydał swój pierwszy album dający mu rozgłos zatytułowany NRTHNDR, a rok później Honor Beats. Po upadku wytwórni, w 2007 roku na krótki czas dołączył do Alphabasic, wytwórni Benna Jordana. Obecnie, od roku 2008, należy do wytwórni Aphexa Twina, czyli Rephlex Records, w której wydał m.in. album The Shimmering Hour. Artysta niejednokrotnie występował też gościnnie na różnych kompilacjach, m.in. The Synchronicity Suite.
Do tworzenia muzyki zainspirowały go stare gry komputerowe. Początkowo posługiwał się programem Fruity Loops.

## Dyskografia
Albumy 
- We Miss You  (2009) Wydany w Rephlex Records
- The Shimmering Hour  (2009) Wydany w Rephlex Records
- Honor Beats (2006) Wydany w Sublight Records
- NRTHNDR (2005) Wydany w Sublight Records
- In a Blue Face (2005) Wydany w Earstroke
- Nine Acid  (2004) Wydany w Opaque Channel jako Skønflap
- Quest for Excalipur  (2004) Wydany w splicie z Denizenem
- humpelndenBEATS  (2004) Wydany w Electrotards Records
- Let Me See Your Shapes  (2004)
- A Thousand Tomorrows  (2004) Wydany w TavCOM Records
- About Things That Never Were  (2003) Wydany w TavCOM Records

 EP, Single 
- Once Returned  (2019)
- Offblast (Rephlex Bangface Mix)  (2019)
- The Door Is Open  (2016) jako Dwaalicht
- Vol. 1  (2016) jako RWD
- Welkin  (2016) Wydany w Analogical Force jako Dwaalicht
- Katabatic  (2008) Wydany w Rephlex Records
- Growth  (2007) Wydany w Moodgadget jako Entsounds
- From Us to You  (2007) Wydany w splicie z Mrs. Jynx
- Building Dragons  (2006) Wydany w Terminal Dusk Records
- Lost in a Walk  (2005) Wydany w Project 168
- Cultivar (album)  (2004) Wydany w Music is For Assholes jako Havaer
- Xmas87  (2004)
- Fungus FLAP  (2004) Wydany w Earstroke
- SAW2 Reworked  (2004) Wydany w TavCOM Records
- Frozen Days  (2003) Wydany w TavCOM Records
- Pleeper  (2003) Wydany w Binkcrsh